# Meleàgrides
Les Meleàgrides (en grec antic Μελεαγρίδες), van ser, segons la mitologia grega, unes donzelles que van ser transformades en pintades, o en perdius.
Generalment se les considera germanes de Melèagre, i són Gorge, Eurimede, Deianira i Melanipe, filles d'Eneu i d'Altea. Van plorar tant per la mort del seu germà, que Àrtemis, compadida, les va transformar en ocells. A petició de Dionís, dues d'elles, Gorge i Deianira, van conservar la forma humana, o també es diu que Dionís va retornar-les-hi la forma humana. Àrtemis es va endur les noves aus a l'illa de Leros.
Algunes tradicions més tardanes diuen que a més de les quatre germanes esmentades, hi havia altres filles d'Eneu i d'Altea transformades en ocells, i citen també Febe, Eurídice, Menesto, Èrato, Antíope i Hipodàmia.
Suides explica que a l'illa de Leros hi havia una llegenda que considerava les pintades companyes de Iocal·lis, una divinitat local assimilada a Àrtemis. Al voltant del temple de Leros es criaven pintades com a animals sagrats.
Les llàgrimes de les Meleàgrides, igual que les de les Helíades, s'havien transformat en gotes d'ambre.